# يهلافا
يهلافا (بالتشيكية: Jihlava)‏ هي مدينة في إقليم فيسوتشنا في جمهورية التشيك، وهي مركز مقاطعة يهلافا.
يبلغ عدد سكان هذه المدينة 50,521 حسب إحصاء في سنة 2015.

## توأمة
ليهلافا اتفاقيات توأمة مع:
- سميليوكي (1968 - 1990)[6]

## أعلام
- يوزيف جونغ
- ماتياس زينديلار
- ميلوس ماير
- مارتن بروكوب
- ستانيسلاف هيلر
- لوبوس يوربان

## اقرأ أيضاً
- مقاطعة يهلافا